# Friedrich Wilhelm Bergmann
Friedrich Wilhelm (eller Frédéric-Guillaume) Bergmann (født 9. februar 1812 i Strasbourg, død 14. november 1887 sammesteds) var en tysk sprogforsker.
Bergmann, der var professor ved Strasbourgs Universitet, beskæftigede sig med oldnordisk litteratur, navnlig Eddadigtene, og udfoldede en liflig virksomhed som oversætter, kommentator og udgiver af denne. Han forfattede tillige arbejder i semitisk arkæologi og filologi samt om Dante.